# Спурий Опий Корницен
Спурий Опий Корницен (на латински: Spurius Oppius Cornicen) e политик на Римската република.
Той произлиза от старата фамилия на конници Опии. През 450 пр.н.е. и 449 пр.н.е. той е в комисията на децемвирите.